# Lerma (Mexique)
Pour les articles homonymes, voir Lerma.
Lerma est une municipalité de l’État de Mexico et la région de Lerma, au Mexique.